# Club Deportivo Internacional de Barinas
Club Deportivo Internacional de Barinas é um clube de futebol venezuelano baseado no município de Alberto Arvelo Torrealba, em Barinas. Manda seus jogos no Estádio Agustín Tovar, da cidade de Barinas, e atualmente disputa a Primeira Divisão do Campeonato Venezuelano. Até 2023 se chamava Club Deportivo Hermanos Colmenarez.

## História
Originalmente fundado em 2016, o clube chegou pela primeira vez à Terceira Divisão venezuelana na temporada de 2017. Em dezembro daquele ano, o clube se fundiu com o então campeão da Terceira Divisão, o Madeira Club Lara Asociación Civil (fundado em 19 de fevereiro de 2015), e passou a jogar na Segunda Divisão.
Em 2020, após duas temporadas terminando no meio da tabela, o Hermanos Colmenarez venceu a Segunda Divisão após derrotar Llaneros de Guanare nas semifinais e a Universidad Central de Venezuela nas finais. Jogando na Primeira Divisão em 2021, o clube terminou em segundo lugar na Fase Final B e garantiu classificação para a Copa Sul-Americana de 2022, sua primeira competição internacional.
Após rumores de uma mudança de nome a partir de dezembro de 2023, o clube confirmou a mudança de nome para Inter de Barinas em 30 de janeiro de 2024.